# كيفن فولكونر
كيفن فولكونر هو سياسي أمريكي وعضو في الحزب الجمهوري، ولد في 24 يناير 1967.